# Nordpol – Ahoi!
Nordpol – Ahoi! ist eine in Schnee und Eis spielende, deutsche Filmkomödie. Der von Andrew Marton inszenierte Streifen entstand zeitgleich, 1932/33, während der filmischen Grönland-Expedition Arnold Fancks zu dem Abenteuerfilm S.O.S. Eisberg.

## Handlung
Der Generaldirektor einer Filmgesellschaft hat die Absicht, einen Nordpol-Film zu drehen. Deshalb chartert er ein Schiff, mit der die Crew auf Expeditionsreise gehen will. Ziel ist jedoch nicht nur, den geplanten Abenteuerfilm in Schnee und Eis herzustellen – man will auch versuchen, den verschollenen Polarforscher Professor Pierson zu finden. Die beiden Hamburger Zimmerleute Tietje und Fietje haben mit der christlichen Seefahrt eigentlich nichts zu tun, finden sich aber eines Tages an Bord des Schiffes wieder, weil der schikanöse Maat die beiden zu dieser Reise regelrecht genötigt hat. In der jungen Filmdiva Rita Nora, dem Star des Leinwandepos‘, finden Tietje und Fietje an Bord hingegen jemanden, der ihre Notlage versteht. Man schließt Freundschaft miteinander. Als die Seereisenden sich Grönland nähern beschließen die beiden Zwangsmatrosen, sich schnellstmöglich abzusetzen. Tietje und Fietje kapern ein Beiboot und legen ab, gehen damit aber rasch unter. Rita Nora hört deren Hilferufe und sorgt dafür, dass die beide Leichtmatrosen wider Willen gerettet werden. Seitdem entsteht zwischen den beiden Hamburger Jungs ein regelrechter Wettbewerb um das Herz der Schönen.
Am darauf folgenden Tag beginnen die Filmaufnahmen, und Tietje und Fietje erweisen sich als regelrechte Trampel und Störenfriede, die die Arbeit des Filmteams empfindlich behindern, woraufhin der Regisseur von ihnen bald sehr genervt ist. Endlich können die beiden Zimmerleute auch einmal nützlich werden, denn für die Aufnahmen werden dringend zwei Eisbären benötigt. Die weißen Räuber sind aber nicht so ohne weiteres aufzutreiben, und so werden die Hamburger Möchtegern-Seebären dazu verdonnert, sich in Eisbärfelle hineinzuzwängen und als Wildtiere durch die Szenerie zu stapfen und für dramatische Augenblicke zu sorgen. Da Tietje und Fietje nicht wissen, dass der jeweils andere ebenfalls einen Eisbär zu geben hat, halten sich die beiden Landratten bald gegenseitig für einen echten Eisbär. Die Dinge geraten in Bewegung, als plötzlich ein echter Eisbär auftaucht und für allerlei Turbulenzen sorgt …
Das Chaos ist perfekt und die Aufnahmen wären im Kasten, wenn die beiden linkischen Freunde Tietje und Fietje nicht versehentlich das Lager in Brand gesetzt und dabei auch die belichteten Filmnegative abgefackelt hätten. Der Regisseur ordnet nun den Abbruch der Film-Expedition an. Man bricht auf und verlässt die unwirtliche Landschaft. Nur leider hat man Tietje und Fietje vergessen. Mit blankem Entsetzen müssen die beiden konstatieren, dass sie allein im Eis zurückgeblieben sind. Man macht sich nun auf eigene Faust auf den Rückweg und findet auf dem Weg durch die weiße Hölle den verschollen geglaubten Polarforscher Pierson, der es sich in einem Iglu eingerichtet hat. An seiner Seite gelingt es den beiden Hamburgern, wieder Anschluss an die Filmcrew zu knüpfen. Tietje und Fietje, die den verschollenen Arktisforscher an ihrer Seite mitführen, werden daraufhin vom Expeditionsteam mit großer Freude in Empfang genommen und als Helden gefeiert.

## Produktionsnotizen
Nordpol – Ahoi! entstand von Juni 1932 bis Mai 1933 an der Westküste Grönlands während Arnold Fancks Aufnahmen zu „S.O.S Eisberg“ und wurde am 6. Januar 1934 in Wien unter dem Titel „Hoppla – wir beide!“ uraufgeführt. Die deutsche Erstaufführung fand am 18. April 1934 in Berlin statt. 
Fritz Maurischat entwarf die Filmbauten. Der Film gilt als verschollen.

## Kritiken
Paimann’s Filmlisten resümierte: „Die beiden komischen Kerle, diesmal ohne Skier, in einer noch dünneren Handlung, welche durch die grandiosen Naturbilder (Grönland) gewinnt. Trotzdem konnte die Regie den Eindruck des Improvisierten nicht verwischen., erscheinen selbst einzelne ganz ausgezeichnete komische Situationen nicht voll ausgeschöpft. (…) Rein handlungsmäßig ein passabler Mittelfilm, der durch seine Hauptdarsteller gewinnt.“
Die Österreichische Film-Zeitung befand: „Bei dem lustigen Film der Universal wird viel gelacht; außer über die beiden Zimmerleute, besonders über Senta Söneland.“